# Kårtjejåkka
Kårtejåkka is een bergbeek, die stroomt in de Zweedse  gemeente Kiruna. De bergbeek stroomt in het Scandinavisch hoogland ten westen van het Torneträsk. De beek die 16710 meter lang is, stroomt bij de coördinaten het Zuidelijke Njuorameer in.
Afwatering: Kårtjejåkka → (Zuidelijke Njuorameer) →  Njuorarivier →  (Torneträsk) → Torne → Botnische Golf